# Rendezvous
Rendezvous – album nagrany przez pianistę jazzowego Jacky Terrassona i amerykańską wokalistkę jazzową Cassandrę Wilson z towarzyszeniem sekcji rytmicznej.
Nagrań dokonano 4,5,6 i 19 stycznia oraz 4 kwietnia 1997 w Clinton Recording Studios w Nowym Jorku. Wszystkie utwory
zostały zaaranżowane przez Jacky Terrassona. Materiał muzyczny nagrywany i miksowany był na analogowych magnetofonach
Studer (A800 i A880) bez redukcji szumów (również podczas masteringu nie używano korektorów).

## Muzycy
- Cassandra Wilson – śpiew (1, 3, 4, 6–10)
- Jacky Terrasson – fortepian, fortepian elektryczny (3, 5)
- Lonnie Plaxico – kontrabas (1,3, 6–10)
- Kenny Davis – kontrabas (2)
- Mino Cinelu – instrumenty perkusyjne (1–3, 6, 8–10)

## Lista utworów
| 1.  | "Old Devil Moon" (Burton Lane, sł. E. Y. Harburg)                        | 5:45  |
|     |                                                                          |       |
| 2.  | "Chan's Song" (Herbie Hancock)                                           | 5:44  |
|     |                                                                          |       |
| 3.  | "Tennessee Waltz" (Pee Wee King, sł. Redd Stewart)                       | 4:45  |
|     |                                                                          |       |
| 4.  | "Little Boy Lost" (Michel Legrand, Marilyn Bergman, Alan Bergman)        | 5:03  |
|     |                                                                          |       |
| 5.  | "Autumn Leaves" (Joseph Kosma, sł. Jacques Prévert)                      | 2:03  |
|     |                                                                          |       |
| 6.  | "It Might as Well Be Spring" (Richard Rodgers, sł. Oscar Hammerstein II) | 4:55  |
|     |                                                                          |       |
| 7.  | "My Ship" (Kurt Weill, Ira Gershwin)                                     | 3:24  |
|     |                                                                          |       |
| 8.  | "I Remember You" (Victor Schertzinger, sł. Johnny Mercer)                | 3:00  |
|     |                                                                          |       |
| 9.  | "Tea for Two" (Vincent Youmans, sł. Irving Caesar)                       | 4:45  |
|     |                                                                          |       |
| 10. | "If Ever I Would Leave You" (Frederick Loewe, sł. Alan Jay Lerner)       | 5:28  |
|     |                                                                          |       |
| 11. | "Chicago 1987" (Jacky Terrasson)                                         | 3:10  |
|     |                                                                          |       |
|     |                                                                          | 48:02 |
|     |                                                                          |       |

## Informacje uzupełniające
- Producent – Bob Belden
- Inżynier dźwięku, miksowanie – Jim Anderson
- Mastering – Mark Wilder
- Zdjęcie na okładce – Paul E. Swanson
- Zdjęcia – William Claxton